# Franciszek II Gattilusio
Franciszek II Gattilusio (zm. 1404) – genueński władca Lesbos od 1384 do 1404 roku. 

## Życiorys
Był synem Franciszka I Gattilusio i Marii Paleologini. 6 sierpnia 1384 trzęsienie ziemi nawiedziło Lesbos. Wśród zmarłych byli Franciszek I i jego dwóch najstarszych synów: Andronik i Dominik. Przeżył jedynie syn Jakub, który przejął władzę na wyspie jako Franciszek II. Prowadził politykę antyturecką. Zginął ukąszony przez skorpiona. Jego następca był Jakub Gattilusio. 